# Istituto dell'Enciclopedia Italiana
L'Istituto della Enciclopedia Italiana (ufficialmente Istituto della Enciclopedia Italiana fondata da Giovanni Treccani S.p.A.) è una casa editrice italiana, anche conosciuta come Istituto Treccani, fondata nel 1925 a Roma da Giovanni Treccani e Giovanni Gentile.
È nota aver pubblicato la prima edizione e le successive nove appendici dell'Enciclopedia Italiana di scienze, lettere ed arti, considerata la massima impresa editoriale italiana in ambito culturale, nonché una delle più importanti enciclopedie del XX secolo, insieme all'Encyclopædia Britannica e all'Enciclopedia universal ilustrada europeo-americana.

## Storia

### I primi vent'anni

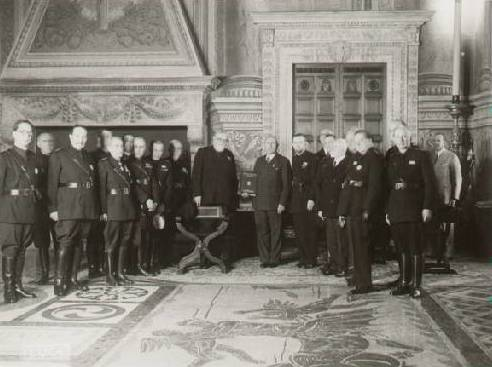
Gentile a palazzo Venezia presenta a Mussolini i volumi dell'enciclopedia italiana nel 1937

L'Istituto fu fondato a Roma il 18 febbraio 1925 dall'imprenditore Giovanni Treccani e dal filosofo Giovanni Gentile con il nome di Istituto Giovanni Treccani. Oltre al fondatore, che ne era anche il presidente, ne facevano parte: l'editore Calogero Tumminelli quale direttore editoriale, il filosofo Giovanni Gentile in qualità di direttore scientifico, il linguista Antonino Pagliaro come caporedattore, Gian Alberto Blanc, Pietro Bonfante, il maresciallo d'Italia Luigi Cadorna, il ministro Alberto De Stefani, lo storico Gaetano De Sanctis, l'economista Luigi Einaudi, il pittore Vittorio Grassi, il medico Ettore Marchiafava, il giurista Silvio Longhi, il già citato Ferdinando Martini, il giornalista Ugo Ojetti, lo storico Francesco Salata, il giurista Vittorio Scialoja, l'economista Angelo Sraffa, l'ammiraglio Paolo Thaon di Revel, Tommaso Tittoni.
La prima edizione dell'Enciclopedia Italiana, costituita da 35 volumi di testo e uno di indici, venne pubblicata dal 1929 al 1937 ed ebbe ottimo successo, rappresentava l'affermazione di un modello culturale vincente del regime stesso. Le difficoltà finanziarie dell'impresa però spinsero Treccani nel 1931 a costituire, con le case editrici Tumminelli e Fratelli Treves, la società "Treves-Treccani-Tumminelli"; difficoltà che terminarono nel 1933, quando assunse il nome attuale di Istituto dell'Enciclopedia Italiana e con il R.D.L. 24 giugno 1933 n. 669 divenne ente di finalità nazionale, costituito in parti eguali da Banco di Napoli, Banco di Sicilia, Monte dei Paschi di Siena, Istituto nazionale delle assicurazioni e Istituto poligrafico dello Stato.
Dal 1933 fu presidente Guglielmo Marconi e dal 1938 Luigi Federzoni. 
Nel 1940 furono pubblicati i 4 volumi del Dizionario di politica, diretto da Antonino Pagliaro.
Durante la Repubblica di Salò ne fu commissario il bibliotecario Guido Mancini, che dal 1940 era direttore dell'Ufficio studi e legislazione del PNF e dopo l'8 settembre 1943 fu brevemente trasferita a Bergamo. L'istituto riprese l'attività in modo saltuario a Roma dalla fine del 1944.

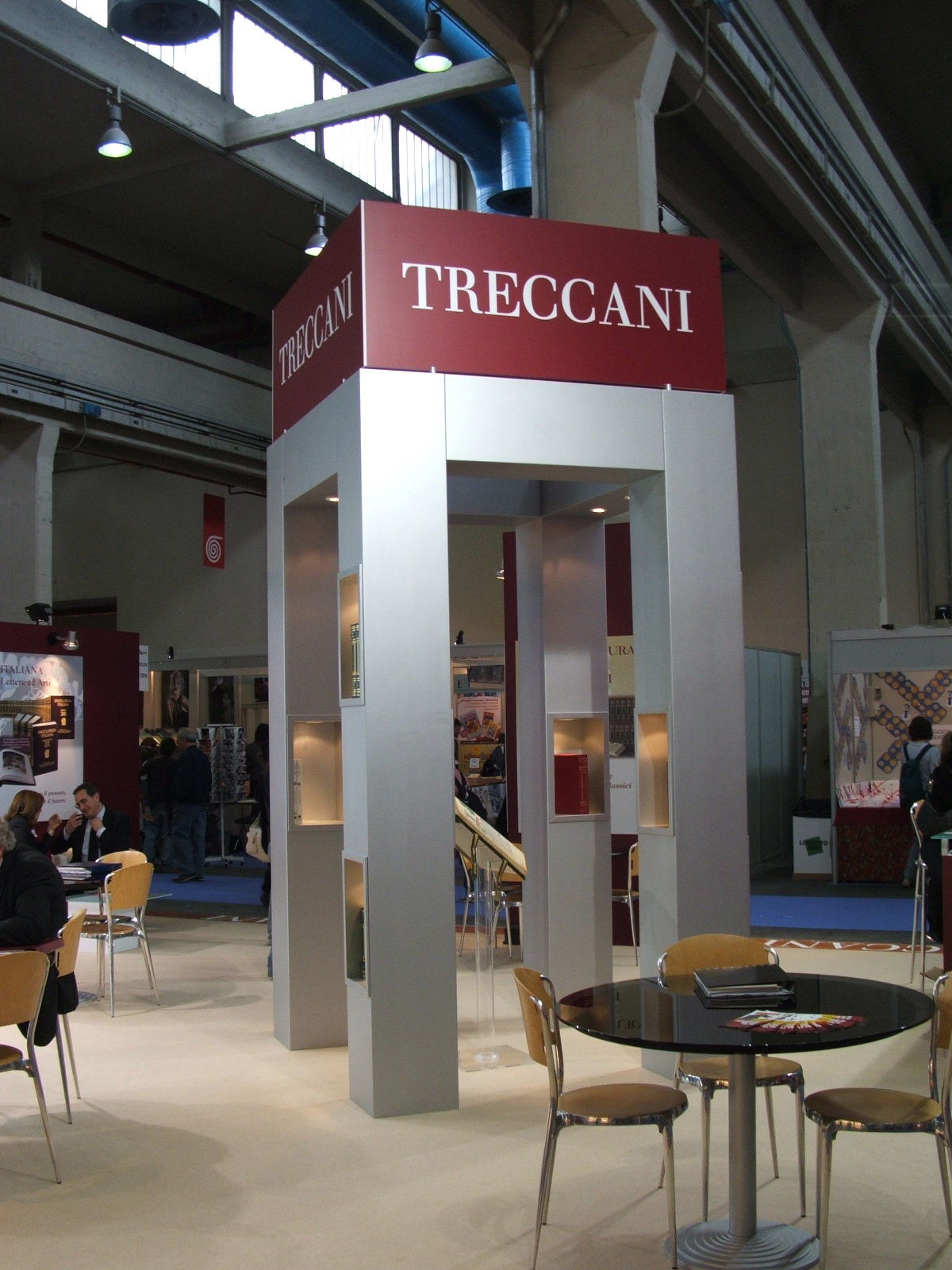
Stand Treccani alla Fiera del libro 2006

### Dopo la guerra
Il 30 maggio 1946 ne divenne presidente Luigi Einaudi. Dal 1947 la nomina del presidente fu devoluta al Presidente della Repubblica, e il primo fu Gaetano De Sanctis, cui seguirono personalità della cultura italiana. Prima opera realizzata dopo la guerra fu il Dizionario enciclopedico italiano, sintesi di vocabolario ed enciclopedia, pubblicata in 12 volumi tra il 1955 e il 1961. Poi l'Enciclopedia del Novecento tra il 1975 e il 1990, articolata in 522 saggi, che vide la collaborazione di 21 premi Nobel.

#### Riconoscimento come ente di diritto privato
Con la legge n.123 del 2 aprile 1980 l'istituto fu riconosciuto come ente di diritto privato d'interesse nazionale e istituzione culturale. Nel 1988 l'istituto ricevette per l'attività culturale la Medaglia d'oro ai benemeriti della cultura e dell'arte.

### Il XXI secolo
La fine degli anni duemila ha visto il passaggio alla forma digitale e online di una grande parte dei contenuti culturali dell'Istituto. Il 30 maggio 2009 è stato ufficializzato un accordo raggiunto tra il Ministro per la pubblica amministrazione e l'innovazione Renato Brunetta e l'Istituto della Enciclopedia Italiana. L'accordo prevede la presenza in due siti del Ministero di alcuni materiali disponibili con licenza Creative Commons. Inoltre, è previsto un collegamento tra il portale Treccani Scuola con il portale InnovaScuola del Ministero, mentre quest'ultimo ospiterà un motore di ricerca dal quale accedere al vocabolario e ai lemmi enciclopedici presenti sul sito della Treccani.
Nell'ambito dell'editoria tradizionale, si sono aggiunti volumi di pregio dedicati a città, siti archeologici, musei italiani e a riproduzioni in facsimile di codici miniati.

## Presidenti dell'Istituto
Benché, come detto, riconosciuto quale ente di diritto privato e pertanto indipendente – anche finanziariamente – dallo Stato, in ragione dell'importanza culturale che l'Istituto riveste, la nomina del suo Presidente spetta al Presidente della Repubblica. 
- 1925-1933 – Giovanni Treccani
- 1933-1937 – Guglielmo Marconi
- 1938-1943 – Luigi Federzoni
- 1943-1945 – Guido Mancini (commissario)
- 1945 – Angelo Andrea Zottoli (commissario straordinario)
- 1946 – Luigi Einaudi
- 1947-1954 – Gaetano De Sanctis
- 1954-1972 – Aldo Ferrabino
- 1973-1993 – Giuseppe Alessi
- 1993-1998 – Rita Levi-Montalcini
- 1998-2009 – Francesco Paolo Casavola
- 2009-2013 – Giuliano Amato
- 2014-2024 – Franco Gallo
- 2024- presente - Carlo Ossola

## Collaboratori dell'Enciclopedia e dell'Istituto
All'organizzazione e alle opere dell'Istituto e dell'Enciclopedia hanno contribuito molti personaggi di rilievo nel panorama scientifico e culturale italiano e straniero. Tra gli altri:
- Roberto Almagià
- Edoardo Amaldi
- Massimo Arcangeli
- Giulio Carlo Argan
- Girolamo Arnaldi
- Salvatore Battaglia
- Giovanni Becatti
- Giulio Bertoni
- Bruno Biagi
- Ranuccio Bianchi Bandinelli
- Gerardo Bianco
- Lucio Bianco
- Norberto Bobbio
- Umberto Bosco
- Federico Caffè
- Attilio Celant
- Carlo Azeglio Ciampi
- Piero Crociani
- Gaetano De Sanctis
- Renato Dulbecco
- Luigi Einaudi
- Federigo Enriques
- Julius Evola
- Enrico Fermi
- Aldo Ferrabino
- Piero Fiorelli
- Francesco Gabrieli
- Giovanni Gentile
- Tullio Gregory
- Michelangelo Guidi
- Jacques Le Goff
- Giorgio Levi Della Vida
- Rita Levi-Montalcini
- Claude Lévi-Strauss
- Claudio Magris
- Guglielmo Marconi
- Bruno Migliorini
- Sabatino Moscati
- Cesare Musatti
- Carlo Alfonso Nallino
- Ugo Ojetti
- Antonino Pagliaro
- Giancarlo Pallavicini
- Giorgio Petrocchi
- Mario Petrucciani
- Raffaele Pettazzoni
- Fortunato Pintor
- Ildebrando Pizzetti
- Angiola Maria Romanini
- Santi Romano
- Carlo Rubbia
- Emilio Servadio
- Raffaele Simone
- Aleardo Terzi
- Pietro Toesca
- Alfonso Traina
- Maurizio Trifone
- Roberto Vecchioni
- Vittorio Vidotto
- Gioacchino Volpe
- Ortensio Zecchino
- Nicola Zingarelli

## Altre opere dell'Istituto dell'Enciclopedia Italiana
Oltre all'Enciclopedia Italiana, l'Istituto ha pubblicato e pubblica numerose altre opere di ampio respiro, nelle quali sono impegnati studiosi tra i più qualificati. Tra queste ricordiamo:

### Raccolte biografiche
- Dizionario biografico degli Italiani
- Enciclopedia dei Papi
- Enciclopedia biografica universale, edita nel 2007 in 20 volumi

### Lessicografia, enciclopedia
- Dizionario enciclopedico italiano (in 20 volumi considerando l'aggiornamento 2017)
- Dizionario di politica (in 4 volumi)
- Il Libro dell'Anno (dal 2000)
- Il Libro dell'Anno del Diritto (dal 2012 al 2019)
- Vocabolario Treccani (in 5 volumi, con 3 volumi aggiuntivi)
- La piccola Treccani (in 20 volumi considerando l'aggiornamento 2017)
- Lessico Universale Italiano (in 24 volumi al 2017)
- Enciclopedia dei Ragazzi (in 7 volumi)
- Enciclopedia del Novecento (in 13 volumi)
- Enciclopedia delle Scienze Sociali (in 9 volumi)
- Enciclopedia delle Scienze Fisiche (in 7 volumi)
- Storia della Scienza (in 10 volumi)
- Scienza e Tecnica (in 8 volumi)

### Storie di città
- Storia di Milano in 20 volumi
- Storia di Venezia in 14 volumi

### Opere tematiche
- Enciclopedia dantesca (1970-78, seconda edizione 1984, tiratura limitata 1996, formato minor 2005-06)
- Enciclopedia virgiliana (1984-91; edizioni speciali 1996 e segg.)
- Enciclopedia oraziana (1996-98)
- Enciclopedia federiciana (2005)
- Enciclopedia machiavelliana (2014)
- Enciclopedia giuridica, in 37 volumi
- Enciclopedia dell'Arte Antica, in 17 volumi (1958-1994)
- Enciclopedia dell'Arte Medievale, in 12 volumi
- Enciclopedia del Cinema, in 5 volumi
- Treccani Filosofia (2010), in 2 volumi
- Enciclopedia dell'italiano (2010-2011), in 2 volumi[16]
- XXI Secolo (2011), in 6 volumi
- Enciclopedia costantiniana (2013), in 3 volumi, diretta da Alberto Melloni
- Enciclopedia degli idrocarburi (2005), in 5 volumi, in collaborazione con Eni

### Edizioni d'arte
- Pompei
- Venezia
- Firenze
- Sicilia[17]
- Medioevo. Gioielli d'arte
- Medioevo. Cattedrali di Luce
- Medioevo. Miniature: ars illuminandi. L'illustrazione libraria in Occidente dal V al XV secolo

### Saggistica
- Voci
- Visioni

### Il Tascabile
Da settembre 2016 viene pubblicata, in collaborazione con Alkemy, la rivista on-line Il Tascabile, che si occupa di approfondimento culturale riguardante temi quali la letteratura, la scienza, il cinema, il teatro, la politica e l'attualità. La rivista pubblica saggi, interviste e recensioni. Tra i redattori più noti troviamo i senior editor Matteo De Giuli e Francesco Pacifico, la caporedattrice Alessandra Castellazzi e il direttore editoriale Massimo Bray.

## Uso nella scuola
Il 30 maggio 2009 è stato ufficializzato un accordo raggiunto tra il Ministro per la pubblica amministrazione e l'innovazione Renato Brunetta e l'Istituto della Enciclopedia Italiana. L'accordo prevede la presenza in due siti del Ministero di alcuni materiali disponibili con licenza Creative Commons. Inoltre, è previsto un collegamento tra il portale Scuola della Treccani con il portale InnovaScuola del Ministero, mentre quest'ultimo ospiterà un motore di ricerca dal quale accedere al vocabolario e ai lemmi enciclopedici presenti sul sito della Treccani.
Esaminando la situazione finanziaria relativa al 2008, nel marzo 2010 la Corte dei conti ha rilevato una perdita di circa 1,8 milioni di euro, a fronte di un utile di 2 milioni nell'anno precedente; malgrado questo e considerando i futuri provvedimenti di risanamento e investimento, la Corte ne ha comunque promosso la gestione nell'affrontare questa crisi.

## Proprietà
Dati del 2015:
- Unicredit 11,6%
- Istituto Poligrafico e Zecca dello Stato S.p.A 10,45%
- Bnl 9,67%
- Fondazione Sicilia 9,67%
- Fondazione Cassa di risparmio in Bologna 8,7%
- Telecom Italia 7,98%
- Invitalia 7,7%
- Assicurazioni Generali 7,73%
- Intesa Sanpaolo 7,73%
- Banca d'Italia 4,83%
- Fondazione Cassa di risparmio delle Provincie lombarde 4,83%
- Rai 0,8%

## Altri riconoscimenti
Nel 1994, l'Istituto è stato insignito del Premio Brancati-Zafferana per la diffusione della cultura italiana nel mondo.